# Phoebe Spoors
Phoebe Spoors (* 11. August 1993 in Christchurch) ist eine neuseeländische Ruderin. Sie wurde 2024 Olympiadritte im Vierer ohne Steuerfrau.

## Karriere
Phoebe Spoors ist die jüngere Schwester der olympischen Silbermedaillengewinnerin Lucy Spoors, Phoebes Zwillingsschwester Grace gewann bei den Junioren-Weltmeisterschaften 2011 eine Bronzemedaille. Grace und Phoebe studierten und ruderten an der University of Washington in Seattle.
Phoebes internationale Karriere begann erst 2018. Bei den Weltmeisterschaften 2018 belegte sie mit dem Vierer den neunten Platz. Im Jahr darauf ruderte sie bei den Weltmeisterschaften 2019 mit dem Vierer auf den elften Platz.
Nach der Zwangspause wegen der COVID-19-Pandemie wurde Spoors mit dem Vierer Achte bei den Weltmeisterschaften 2022. 2023 belegten Davina Waddy, Ella Cossill, Jackie Gowler und Phoebe Spoors bei den Weltmeisterschaften in Belgrad den siebten Platz, der die direkte Olympiaqualifikation für 2024 bedeutete. 2024 bestand die Vierer-Crew aus Gowler, Spoors, Waddy und Kerri Williams, Jackie Gowlers mittlerweile verheirateter Schwester. Bei den Olympischen Spielen in Paris wurden die Neuseeländerinnen Dritte hinter Niederländerinnen und Britinnen, aber knapp vor den Rumäninnen.